# Camponotus immigrans
Camponotus immigrans är en myrart som beskrevs av Santschi 1914. Camponotus immigrans ingår i släktet hästmyror, och familjen myror. Inga underarter finns listade.